# Камакан
Камакан (порт. Camacan) — муниципалитет в Бразилии, входит в штат Баия. Составная часть мезорегиона Юг штата Баия. Входит в экономико-статистический микрорегион Ильеус-Итабуна. Население составляет 26 703 человека на 2006 год. Занимает площадь 1679,556 км². Плотность населения — 42,2 чел./км².

## История
Город основан 31 августа 1961 года.

## Статистика
- Валовой внутренний продукт на 2003 год составляет 64 882 551,00 реалов (данные: Бразильский институт географии и статистики).
- Валовой внутренний продукт на душу населения на 2003 год составляет 2260,56 реалов (данные: Бразильский институт географии и статистики).
- Индекс развития человеческого потенциала на 2000 год составляет 0,631 (данные: Программа развития ООН).